# De sterrentombe van GN'Orti
De sterrentombe van GN'Orti is een sciencefictionverhaal van de Vlaamse schrijver Eddy C. Bertin. Het was het negende verhaal in de verhalenbundel Ganymedes 4, uitgegeven door A.W. Bruna Uitgevers. Die verhalenbundel kwam tot stand door het inzenden van lezers en andere liefhebbers van het genre, die weleens een eigen verhaal op papier wilden zetten. Bertin had echter al aardig wat boeken geschreven, voordat hij dit verhaal inzond.

## Het verhaal
De machtsblokken van de Aarde bevinden zich in 2022 in een wankel evenwicht. Door een atoomoorlog in 1994, waarbij de mensen als het ware opgeofferd werden aan de techniek, heeft men de hoop gevestigd op de ruimtevaart. Het ruimteschip Alto-2612 is erop uitgestuurd om eventuele medebewoners van het heelal te vinden. Tot verbazing vinden ze die ook deels. Ver weg van Aarde ontmoeten zij een ruimteschip van de GN'Orti. De communicatie tussen mens en GN'Orti loopt verre van soepel. Achteraf blijkt dat het ruimteschip geen bewoners meer heeft. Het sterrenschip is erop uitgezonden om andere (voor hun) buitenaardsen te laten leren van hun vergevorderde techniek. In Alto-2612 breekt een strijd los. De een wil die techniek inderdaad naar de Aarde brengen. De ander ziet liever dat dat niet gebeurt. Immers de GN'Orti hebben zichzelf al uitgeroeid. Tijdens de strijd raakt het geduld van het GN'Orti-schip op. Er hoeft niets besloten te worden, het schip vertrekt domweg. In de ogen van de GN'Orti zelf had het sterrenschip alleen maar "speelgoed" aan boord.